# Ex-Hacienda de Charahuén
Ex-Hacienda de Charahuén är en ort i Mexiko.   Den ligger i kommunen Erongarícuaro och delstaten Michoacán de Ocampo, i den södra delen av landet, 270 km väster om huvudstaden Mexico City. Ex-Hacienda de Charahuén ligger 2 059 meter över havet och antalet invånare är 397.
Terrängen runt Ex-Hacienda de Charahuén är huvudsakligen kuperad, men åt nordost är den platt. Ex-Hacienda de Charahuén ligger nere i en dal. Runt Ex-Hacienda de Charahuén är det ganska tätbefolkat, med 129 invånare per kvadratkilometer. Närmaste större samhälle är Pátzcuaro, 10,3 km öster om Ex-Hacienda de Charahuén. I omgivningarna runt Ex-Hacienda de Charahuén växer i huvudsak blandskog.